# Herrarnas K-4 1000 meter i kanotsport vid olympiska sommarspelen 1976
Herrarnas K-4 1000 meter vid olympiska sommarspelen 1976 hölls på Île Notre-Dame i Montréal. 

## Medaljörer
| Gren           | Guld                                                                               | Silver                                                                            | Brons                                                                       |
| K-4 1000 meter | Sovjetunionen Sergei Tjuchraj Aleksandr Degtiarjov Jurij Filatov Volodymyr Morozov | Spanien José María Esteban José Ramón López Herminio Menéndez Luis Gregorio Ramos | Östtyskland Frank-Peter Bischof Bernd Duvigneau Rüdiger Helm Jürgen Lehnert |

## Resultat

### Heat
| Heat 1 |                                                                                       |         |    |
| 1.     | José María Esteban, José Ramón López, Herminio Menéndez och Luis Gregorio Ramos (ESP) | 3:06,46 | QS |
| 2.     | Sergei Tjuchraj, Aleksandr Degtiarjov, Jurij Filatov och Volodymyr Morozov (URS)      | 3:08,77 | QS |
| 3.     | Ivan Manev, Bozhidar Milenkov, Nikolai Nachev och Vasil Chilingirov (BUL)             | 3:11,39 | QS |
| 4.     | Kjell Hasselqvist, Anders Larsson, Håkan Mattson och Sakari Peltonen (SWE)            | 3:14,24 | QR |
| 5.     | Hugh Fisher, Jean Fournel, Peter Patasi och Lou Tollas (CAN)                          | 3:19,17 | QR |
| 6.     | Anthony Alan-Williams, Brian Haynes, John Oliver och Alain Williams (GBR)             | 3:19,35 | QR |
| 7.     | Luciano Buonfiglio, Massimo Moriconi, Pier Duilio Puccetti och Andrea Salvietti (ITA) | 3:19,60 | QR |
| Heat 2 |                                                                                       |         |    |
| 1.     | Frank-Peter Bischof, Bernd Duvigneau, Rüdiger Helm och Jürgen Lehnert (GDR)           | 3:06,75 | QS |
| 2.     | Henryk Budzicz, Kazimierz Górecki, Grzegorz Kołtan och Ryszard Oborski (POL)          | 3:07,91 | QS |
| 3.     | Jürgen Bohr, Edgar Hartung, Helmar Mang och Chris van Eeden (FRG)                     | 3:09,17 | QS |
| 4.     | József Deme, Csaba Giczi, János Rátkai och Zoltán Romhányi (HUN)                      | 3:15,52 | QR |
| 5.     | Bruce Barton, Peter Deyo, Stephen Kelly och Brent Turner (USA)                        | 3:18,12 | QR |
| 6.     | Delcran Burns, Brendan O'Connell, Ian Pringle och Howard Watkins (IRL)                | 3:27,56 | QR |
| 7.     | Kwan Honk Wai, Mak Chi Wai, Ng Tsuen Man och John Wai (HKG)                           | 3:55,72 | QR |
| Heat 3 |                                                                                       |         |    |
| 1.     | Nicuşor Eşanu, Vasile Simioncenco, Nicolae Simioncenco och Mihail Zaifu (ROU)         | 3:06,88 | QS |
| 2.     | Graham Gilles, Dennis Heussner, John Sumegi och John Trail (AUS)                      | 3:10,26 | QS |
| 3.     | Morten Mørland, Einar Rasmussen, Olaf Søyland och Jostein Stige (NOR)                 | 3:10,60 | QS |
| 4.     | Jacky Alders, Jos Broeckx, Paul Broeckx och Paul Stinckens (BEL)                      | 3:14,68 | QR |
| 5.     | Heikki Mäkelä, Eero Hynninen, Ilkka Nummisto och Unto Elo (FIN)                       | 3:16,29 | QR |
| 6.     | Vladimír Dolejš, Viktor Podloucký, Jiří Svoboda och Jindřich Wybraniec (TCH)          | 3:18,03 | QR |

### Återkval
| Återkval 1 |                                                                                       |         |    |
| 1.         | Kjell Hasselqvist, Anders Larsson, Håkan Mattson och Sakari Peltonen (SWE)            | 3:08,72 | QS |
| 2.         | Anthony Alan-Williams, Brian Haynes, John Oliver och Alain Williams (GBR)             | 3:09,62 | QS |
| 3.         | Vladimír Dolejš, Viktor Podloucký, Jiří Svoboda och Jindřich Wybraniec (TCH)          | 3:10,62 | QS |
| 4.         | Bruce Barton, Peter Deyo, Stephen Kelly och Brent Turner (USA)                        | 3:11,71 |    |
| 5.         | Heikki Mäkelä, Eero Hynninen, Ilkka Nummisto och Unto Elo (FIN)                       | 3:13,73 |    |
| 6.         | Kwan Honk Wai, Mak Chi Wai, Ng Tsuen Man och John Wai (HKG)                           | 3:53,75 |    |
| Återkval 2 |                                                                                       |         |    |
| 1.         | József Deme, Csaba Giczi, János Rátkai och Zoltán Romhányi (HUN)                      | 3:06,89 | QS |
| 2.         | Jos Broeckx, Roger T'Joncke, Jean-Marie D'Haese och Paul Strickens (BEL)              | 3:09,71 | QS |
| 3.         | Hugh Fisher, Jean Fournel, Peter Patasi och Lou Tollas (CAN)                          | 3:11,55 | QS |
| 4.         | Luciano Buonfiglio, Massimo Moriconi, Pier Duilio Puccetti och Andrea Salvietti (ITA) | 3:19,53 |    |
| 5.         | Delcran Burns, Brendan O'Connell, Ian Pringle och Howard Watkins (IRL)                | 3:22,06 |    |

### Semifinaler
| Semifinal 1 |                                                                                       |         |    |
| 1.          | José María Esteban, José Ramón López, Herminio Menéndez och Luis Gregorio Ramos (ESP) | 3:10,89 | QF |
| 2.          | Morten Mørland, Einar Rasmussen, Olaf Søyland och Jostein Stige (NOR)                 | 3:11,84 | QF |
| 3.          | Henryk Budzicz, Kazimierz Górecki, Grzegorz Kołtan och Ryszard Oborski (POL)          | 3:13,62 | QF |
| 4.          | Hugh Fisher, Jean Fournel, Peter Patasi och Lou Tollas (CAN)                          | 3:14,49 |    |
| 5.          | Kjell Hasselqvist, Anders Larsson, Håkan Mattson och Sakari Peltonen (SWE)            | 3:17,60 |    |
| Semifinal 2 |                                                                                       |         |    |
| 1.          | Frank-Peter Bischof, Bernd Duvigneau, Rüdiger Helm och Jürgen Lehnert (GDR)           | 3:10,84 | QF |
| 2.          | József Deme, Csaba Giczi, János Rátkai och Zoltán Romhányi (HUN)                      | 3:12,21 | QF |
| 3.          | Ivan Manev, Bozhidar Milenkov, Nikolai Nachev och Vasil Chilingirov (BUL)             | 3:14,35 | QF |
| 4.          | Graham Gilles, Dennis Heussner, John Sumegi och John Trail (AUS)                      | 3:16,35 |    |
| 5.          | Vladimír Dolejš, Viktor Podloucký, Jiří Svoboda och Jindřich Wybraniec (TCH)          | 3:13,76 |    |
| Semifinal 3 |                                                                                       |         |    |
| 1.          | Sergei Tjuchraj, Aleksandr Degtiarjov, Jurij Filatov och Volodymyr Morozov (URS)      | 3:13,52 | QF |
| 2.          | Nicuşor Eşanu, Vasile Simioncenco, Nicolae Simioncenco och Mihail Zaifu (ROU)         | 3:15,60 | QF |
| 3.          | Jürgen Bohr, Edgar Hartung, Helmar Mang och Chris van Eeden (FRG)                     | 3:16,14 | QF |
| 4.          | Jos Broeckx, Roger T'Joncke, Jean-Marie D'Haese och Paul Strickens (BEL)              | 3:18,34 |    |
| 5.          | Anthony Alan-Williams, Brian Haynes, John Oliver och Alain Williams (GBR)             | 3:11,21 |    |

### Final
| Gold   | Sergei Tjuchraj, Aleksandr Degtiarjov, Jurij Filatov och Volodymyr Morozov (URS)      | 3:08,69 |
| Silver | José María Esteban, José Ramón López, Herminio Menéndez och Luis Gregorio Ramos (ESP) | 3:08,95 |
| Bronze | Frank-Peter Bischof, Bernd Duvigneau, Rüdiger Helm och Jürgen Lehnert (GDR)           | 3:10,76 |
| 4.     | Nicuşor Eşanu, Vasile Simioncenco, Nicolae Simioncenco och Mihail Zaifu (ROU)         | 3:11,35 |
| 5.     | Henryk Budzicz, Kazimierz Górecki, Grzegorz Kołtan och Ryszard Oborski (POL)          | 3:12,17 |
| 6.     | Morten Mørland, Einar Rasmussen, Olaf Søyland och Jostein Stige (NOR)                 | 3:12,38 |
| 7.     | Ivan Manev, Bozhidar Milenkov, Nikolai Nachev och Vasil Chilingirov (BUL)             | 3:12,94 |
| 8.     | József Deme, Csaba Giczi, János Rátkai och Zoltán Romhányi (HUN)                      | 3:14,67 |
| 9.     | Jürgen Bohr, Edgar Hartung, Helmar Mang och Chris van Eeden (FRG)                     | 3:24,19 |